# Limnonectes ingeri
Espèce
Synonymes
- Rana ingeri Kiew, 1978

Statut de conservation UICN

 LC  : Préoccupation mineure
Limnonectes ingeri est une espèce d'amphibiens de la famille des Dicroglossidae.

## Répartition
Cette espèce est endémique du Nord de Bornéo. Elle se rencontre au Kalimantan, en Malaisie orientale et du Brunei en dessous de 500 m d'altitude.

## Étymologie
Cette espèce est nommée en l'honneur de Robert Frederick Inger.

## Publication originale
- Kiew, 1978 : The nomenclature and identity of the Javanese frog Rana macrodon Dumeril and Bibron. Malayan Nature Journal. Kuala Lumpur, vol. 31, p. 219-229.